# Lanoraie
Lanoraie è un comune del Canada, situato nella provincia del Québec, nella regione di Lanaudière.